# أسرة الربائب

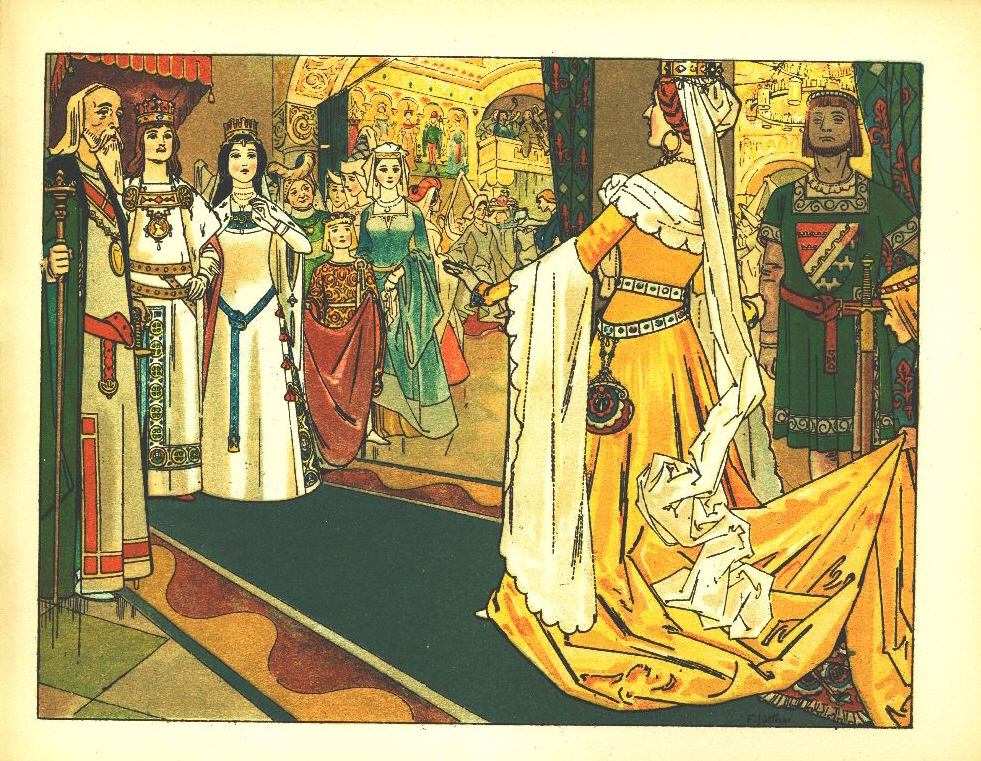

أسرة الربائب هي أسرة يكون فيها لأحد الزوجين أطفال من زواج سابق لا علاقة لهم بالوالد الآخر. وربما يكون لأحد الوالدين أو كليهما أطفال من علاقة سابقة. وقد يعيش أطفال أسرة الربائب مع أحد الوالدين ويقومون بزيارة والدهم الآخر أو أنهم قد يعيشون مع كل من الوالدين البيولوجيين لفترة من الزمن.
وزوج الأم هو زوج لأم طفل ولا يكون والدًا طبيعيًا له. أما زوجة الأب فهي زوجة لوالد طفل ولا تعتبر أمًا طبيعية له.
إن التعريف التقليدي والصارم لـ «أسرة الربائب» يتطلب وجود زوجين في إطار علاقة الزواج حيث يكون لأحد الزوجين أو كليهما أطفال من قبل ويعيشون معهم حاليًا. وفي الآونة الأخيرة، غالبًا ما توسع التعريف ليشمل جميع جوانب معيشة الأزواج، سواء أكانوا متزوجين أم لا. ويطبق بعض الناس هذا المصطلح على علاقات غير الوصايا، بينما يمكن الإشارة إلى «زوج الأم/زوجة الأب» باعتباره شريك الوالد الذي لا يعيش معه الطفل. ولا يستخدم هذا المصطلح بصفة عامة (لكن يمكن أن يكون في حالات فردية) للإشارة إلى العلاقة مع الطفل البالغ الذي لم يعد يعيش في المنزل مع الشريك الجديد لأحد الوالدين.
ويمكن أن تكون أسرة الربائب «بسيطة»، عندما يكون لأحد الزوجين فقط طفل أو أطفال من قبل أو يمكن أن تكون «مُركبة» أو «مختلطة». ففي حالة أسرة الربائب المختلطة، ربما يكون لكلا الزوجين أطفال من قبل أو أن هذين الزوجين أنجبا أطفالاً آخرين معًا. فإذا كان لكلا الزوجين أطفال من قبل، يكون هؤلاء الأطفال أخوة غير أشقاء وأخوات غير شقيقات للآخرين. ويصبح أي طفل ينجبه هذان الزوجان أختًا غير شقيقة أو أخًا غير شقيق للأطفال السابقين من العلاقات السابقة.
وإذا تبنى زوج الأم/زوجة الأب قانونيًا طفل أو أطفال شريكه، يصبح هو أو هي والده القانوني. وفي مثل هذه الحالات يمكن إيقاف استخدام مصطلحي «زوج الأم/زوجة الأب» و«ولد الزوج أو الزوجة» حيث يشار عندها إلى هؤلاء الأطفال باعتبارهم أبناؤه أو بناته. ومع ذلك، فقد تظل بعض القضايا العاطفية والنفسية المشتركة موجودة في أسرة الربائب.
وفي كثير من الأحيان، يكون أحد أفراد العائلة مرتبطًا بشكل وثيق مع أسرته/أسرتها غير الأشقاء مثلما هو الحال في الأسرة البيولوجية.

## الحواشي
1. ↑  WebMD. "Teen Health: Living with a Stepparent". مؤرشف من الأصل في 2018-12-25. اطلع عليه بتاريخ 2012-05-05.
2. ↑  The Free Dictionary By Farlex. "stepfather". مؤرشف من الأصل في 2019-05-26. اطلع عليه بتاريخ 2012-05-06.
3. ↑  The Free Dictionary By Farlex. "Stepmother". مؤرشف من الأصل في 2019-05-19. اطلع عليه بتاريخ 2012-05-06.
4. ↑  "Selfhelp Magazine". Adopting.org. مؤرشف من الأصل في 2007-10-23. اطلع عليه بتاريخ 2010-08-11.
5. ↑  "adopting.org". adopting.org. مؤرشف من الأصل في 2007-10-23. اطلع عليه بتاريخ 2010-08-11.

## وصلات خارجية
- Step Parents على مشروع الدليل المفتوح